# Codex Einsidlensis 629
Der Codex Einsidlensis 629 aus dem Jahr 1288 enthält die drittälteste erhaltene Abschrift der Legenda aurea, einer Sammlung von Heiligenlegenden auf Latein, welche der Genuese Jacobus a Voragine um 1264 verfasst hat. Die Herkunft der Handschrift wie auch ihr Weg ins Kloster Einsiedeln sind unklar; ihren besonderen Wert gewinnt sie durch die Tatsache, dass sich zusätzlich zur Legenda aurea in ihr der älteste überlieferte sogenannte „Provincia-Anhang“ befindet, eine Erweiterung mit Legenden zu speziellen Heiligen des süddeutschen Raums.

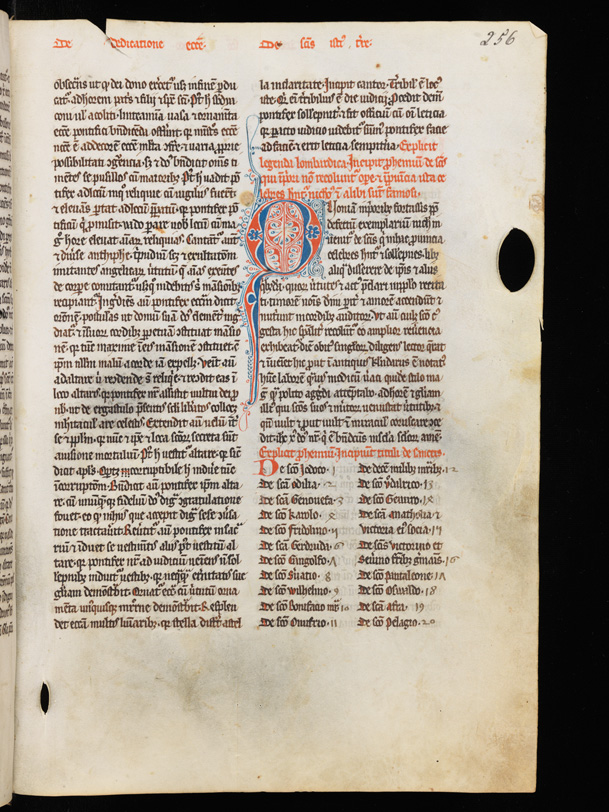
Beispiel einer Fleuronnée-Initiale, F. 256r

## Beschreibung des Codex
Der Codex hat einen Umfang von 564 Pergamentseiten im Format von 305 × 215 mm. Einige wenige Blätter fehlen zu Beginn und am Ende des Manuskripts; die Seiten sind allesamt einheitlich mit zwei Spalten zu je 36 Zeilen eingerichtet. Die Schrift ist eine regelmässige und sorgfältig ausgeführte gotische Minuskel in schwarzer Tinte, wobei häufig für einzelne Wörter Abkürzungen verwendet werden. Die Handschrift ist das Werk eines einzigen Schreibers. Hinsichtlich speziellen Buchschmucks sticht der Codex nicht hervor; Titel und Überschriften wurden rubriziert. Die Initialen am Beginn der einzelnen Kapitel sind abwechselnd rot und blau; bei einigen findet man zusätzliche blumen- und rankenartige Verzierungen, sogenannte Fleuronnés. Der Einband, bestehend aus zwei in weisses Leder eingebundenen Holzdeckeln und versehen mit Schliessen aus Leder und Metall, stammt aus dem 13. Jahrhundert und ist somit vermutlich noch das Original aus der Entstehungszeit des Codex.

## Inhalt
Der Text der Legenda aurea nimmt mit über 500 Seiten den grössten Teil der Handschrift ein und stellt eine sorgfältige Abschrift dar. Die extrem grosse Popularität der Legenda aurea führte rasch dazu, dass je nach Region die Geschichten von weiteren Heiligen mit eher lokaler Bedeutung dem eigentlichen Werk angefügt wurden – um ein entsprechendes Beispiel handelt es sich bei dem hier erstmals bezeugten „Provincia-Anhang“, der sich über 49 Seiten erstreckt und auch bei späteren Handschriften der Legenda aurea aus Süddeutschland vorgefunden wird. Anhand der in diesem Anhang getroffenen Auswahl der Heiligen ist es sowohl möglich, den Entstehungsraum des Codex geographisch auf den süddeutschen Raum um Konstanz einzugrenzen als auch den Schreiber im Umfeld des Augustinerordens zu lokalisieren.

## Geschichte des Codex
Am Ende des Werks hat der Schreiber eine Jahresangabe hinterlassen, welche das Jahr 1288 als Zeitpunkt des Abfassens angibt. Von einigen Autoren wird das Kloster Rheinau als Ursprungsort angenommen, was allerdings nicht mit festen Argumenten untermauert werden kann; vielleicht war der Codex für eine gewisse Zeit in dieser Benediktinerabtei aufbewahrt, ohne zwangsläufig auch dort geschrieben worden zu sein. Auf welchen Wegen die Handschrift schliesslich nach Einsiedeln gelangte und wann dies geschah, ist nicht bekannt; aus einem Eintrag des Einsiedler Bibliothekars Gall Morel geht hervor, dass sie bereits im 19. Jahrhundert Bestandteil der Stiftsbibliothek Einsiedeln war.